# みずがめ座88番星
みずがめ座88番星（みずがめざ88ばんせい、88 Aquarii、88 Aqr）あるいはみずがめ座c2星は、みずがめ座の恒星である。見かけの等級は3.66で、肉眼でみることができる明るさである。太陽系からの距離は、約231光年と推定される。

## 特徴
みずがめ座88番星は、スペクトル型がK1 IIIに分類される橙色巨星である。半径は太陽の30倍近く、質量は太陽の2倍程度とみられる。表面温度は約4,470K、光度は太陽の300倍程度と見積もられている。
みずがめ座88番星は、比較的近距離にある巨星であり、しかも、安定している単独星で、変光も赤外超過も示さないことから、赤外線干渉計による恒星の視直径測定に当たって、較正のための比較星として利用される。
みずがめ座88番星は、進化が進んで巨星となっているが、赤色巨星分枝段階にあるか、水平分枝段階にあるかについては、議論となっている。最近の分析では、4:1の確からしさで、水平分枝にある方がもっともらしいとされている。